# Кензо Накаґава
Кензо Накаґава (中川 健藏, 16 липня 1875 — 26 червня 1944) — японський бюрократ і політичний діяч.
Після закінчення Токійського Імператорського університету в 1902 році він склав іспит на державну службу і був призначений в регіональну адміністрацію Хоккайдо. Протягом наступних кількох років він змінював посади в Законодавчому бюро Кабінету міністрів, урядовому бюро допомоги втраті годувальника, бюро розвитку та міністерстві пошти. У 1919 році став директором Південно-Маньчжурської залізниці.
З 1923 по 1929 рік він обіймав посади губернатора префектури Каґава (1923—1924), губернатора префектури Кумамото (1924—1925), директора Агентства Хоккайдо (1925—1927) і губернатора Токіо (липень–жовтень 1929). У 1930 році він був призначений віце-міністром освіти в кабінеті прем'єр-міністра Хамагуті Осачі.
З 1932 по 1936 рік він провцював 16-м генерал-губернатором Тайваню і очолював тайванську виставку (台湾博覧会) в 1935 році. Накаґава запровадив обмежене самоврядування на Тайвані, дозволивши жителям Тайваню та Японії голосувати за половину складу місцевих зборів, хоча ці збори все ще підлягали широкому контролю з боку генерал-губернатора.
У 1936 році Накаґава повернувся до Японії як член Палати перів. У 1939 році він був призначений президентом Imperial Japanese Airways, державної авіакомпанії Японської імперії. Він залишався членом Палати перів і главою авіакомпанії до своєї смерті в 1944 році.